# Национално движение за стабилност и възход
Национално движение за стабилност и възход (НДСВ) е либерална политическа партия в България.
Основана е през 2002 г. (след неуспешен опит през 2001 г.) от последния български цар Симеон Сакскобургготски като Национално движение „Симеон Втори“. Името е променено на 3 юни 2007 г. на конгрес, чиято законност е оспорвана, и отново на 18 октомври 2008 г. Седалището на партията е на адрес София, ул. „Врабча“ № 23. 
След като НДСВ дълго време е председателствано от Сакскобургготски, на 28 ноември 2009 година на 5-ия Извънреден конгрес Христина Христова е избрана за нов председател на партията. На 27 октомври 2013 г. на този пост е избрана Антония Първанова.
На 8-ия извънреден конгрес на НДСВ (27 юни 2015 г.) са избрани трима съпредседатели на партията. Това са Станимир Илчев, Олимпи Кътев и Съби Давидов.
На 9-ия редовен конгрес на НДСВ (21 януари 2023 г.) Станимир Илчев е избран единодушно за лидер на НДСВ от участниците в конгреса на партията. Делегатите потвърждават целта за участие във всички видове предстоящи избори. Станимир Илчев заявява, че НДСВ е центристка партия, която има експертен потенциал и е доказала, че може да носи отговорност.

## Резултати от избори

### Парламентарни
| Година | Избори           | Гласове   | %           | Места     |
| ------ | ---------------- | --------- | ----------- | --------- |
| 2001¹  | Народно събрание | 1 952 513 | 42,74 / 100 | 120 / 240 |
| 2005   | Народно събрание | 725 314   | 19,88 / 100 | 53 / 240  |
| 2009   | Народно събрание | 127 470   | 3,02 / 100  | 0 / 240   |
| 2013²  | Народно събрание | 57 611    | 1,63 / 100  | 0 / 240   |
| 2023   | Народно събрание | 6 764     | 0,27 / 100  | 0 / 240   |
| 2024³  | Народно събрание | 33 613    | 1,57 / 100  | 0 / 240   |

¹Член на коалиция НДСВ
²Член на КП „Ценрър - свобода и достойнство“
³Член на Синя България

## Символи
Символите на НДСВ са:
- знак – седефена раковина на жълт фон;
- знаме – жълто, с правоъгълна форма и изобразен в средата знак на НДСВ;
- печат – кръгъл, с изобразен в центъра знак и изписано наименованието на партията.

## Организация
Централни и местни органи на НДСВ:
- Централни органи – Конгрес; Национален съвет; Политически съвет; Лидер (председател); Контролен съвет.
- Местни органи – общински координатори; общински събрания;областни координатори; областни съвети.

## Младежка организация
Младежката организация на НДСВ се нарича Младежко национално движение за стабилност и възход (МНДСВ). МНДСВ е учредено на Конгрес на 20 февруари 2010 г., като приемник на дотогавашната Либерална младежка асамблея на НДСВ (ЛМА на НДСВ), съществуваща от 2003 година. Председатели на ЛМА на НДСВ са били Делян Пеевски, Светослав Спасов и Борис Вардев. Структурата на МНДСВ наподобява тази на партията, а целите и дейностите му са посветени на либерализма в национално и международно ниво. След проведен конгрес на МНДСВ през февруари 2012 е избран нов председател на младежката организация – Стефан Кенов.

## Идеология
НДСВ първоначално се обявява за консервативна партия и кандидатства за членство в Европейската народна партия (ЕНП). След като не са приети в нея, поради съпротивата на Съюза на демократичните сили (СДС), член на ЕНП, НДСВ се преориентира с доста повече успех към центъра и става пълноправен член на Либералния интернационал по време на конгреса му в София през май 2005 г. НДСВ декларира, че е създало управляваща либерална коалиция (с ДПС и Новото време).

## История
В периода 2001 – 2005 г. движението управлява в коалиция с ДПС, като в правителството участват и двама членове на БСП. През 2005 – 2009 г. участва в коалиционното правителство на Сергей Станишев, заедно с БСП и ДПС. На изборите през 2009 г. НДСВ остава извън парламента.

## Участия в избори

### Парламентарни избори (2005)
На парламентарните избори през 2005 г. НДСВ губи над половината от гласовете, получени през 2001, но остава втора парламентарна сила.
| Партия/коалиция                    | Гласове   | Гласове     | Процент | Процент | Депутати | Депутати |
| Коалиция за България               | 1 129 196 | + 345 824   | 31,0%   | + 13,8% | 82       | + 34     |
| Национално движение „Симеон Втори“ | 725 314   | - 1 119 441 | 19,9%   | - 19,8% | 53       | - 67     |
| Новото време                       | 107 758   | - 1 119 441 | 3,0%    | - 19,8% | -        | - 67     |
| Движение за права и свободи        | 467 400   | + 127 005   | 12,8%   | + 5,3%  | 34       | + 13     |
| Коалиция „Атака“                   | 296 848   | + 296 848   | 8,2%    | + 8,2%  | 21       | + 21     |
| Обединени демократични сили        | 280 323   | - 291 886   | 7,7%    | + 1,2%  | 20       | - 1      |
| Демократи за силна България        | 234 788   | - 291 886   | 6,5%    | + 1,2%  | 17       | - 1      |
| Български народен съюз             | 189 268   | - 291 886   | 5,2%    | + 1,2%  | 13       | - 1      |

| Област Варна          | 27,57% |
| Пловдив               | 26,16% |
| Област Кюстендил      | 25,96% |
| Област Габрово        | 25,03% |
| Област Перник         | 24,68% |
| Област Ловеч          | 21,82% |
| Област Добрич         | 21,45% |
| Област Пловдив*       | 21,43% |
| Област Монтана        | 21,39% |
| София (23 МИР)        | 21,19% |
| Област Русе           | 21,06% |
| Област Враца          | 20,95% |
| София (25 МИР)        | 20,78% |
| София (24 МИР)        | 20,69% |
| Област Благоевград    | 20,67% |
| Област Велико Търново | 20,50% |
| Област Ямбол          | 20,14% |
| Област Пазарджик      | 19,26% |
| Област Плевен         | 19,02% |
| Софийска област       | 18,82% |
| Област Хасково        | 18,64% |
| Област Бургас         | 18,56% |
| Област Видин          | 18,14% |
| Област Стара Загора   | 18,11% |
| Извън България        | 17,85% |
| Област Сливен         | 17,67% |
| Област Смолян         | 16,52% |
| Област Шумен          | 16,03% |
| Област Силистра       | 13,34% |
| Област Разград        | 12,05% |
| Област Търговище      | 8,28%  |
| Област Кърджали       | 5,16%  |

| Област Варна          | 60 248 |
| София (23 МИР)        | 43 311 |
| Пловдив               | 42 996 |
| София (24 МИР)        | 36 011 |
| София (25 МИР)        | 35 644 |
| Област Бургас         | 35 201 |
| Област Пловдив*       | 33 498 |
| Област Стара Загора   | 28 980 |
| Област Благоевград    | 28 448 |
| Област Велико Търново | 27 521 |
| Област Плевен         | 26 851 |
| Област Русе           | 25 945 |
| Област Пазарджик      | 23 978 |
| Област Хасково        | 23 826 |
| Област Добрич         | 21 457 |
| Софийска област       | 20 860 |
| Област Враца          | 19 679 |
| Област Кюстендил      | 16 955 |
| Област Ловеч          | 16 765 |
| Област Габрово        | 16 417 |
| Област Шумен          | 16 018 |
| Област Монтана        | 15 824 |
| Област Перник         | 15 455 |
| Област Сливен         | 14 878 |
| Област Ямбол          | 13 591 |
| Извън България        | 13 432 |
| Област Видин          | 10 869 |
| Област Силистра       | 10 162 |
| Област Смолян         | 9813   |
| Област Разград        | 9549   |
| Област Търговище      | 6262   |
| Област Кърджали       | 4870   |

### Избори за Европейски парламент (2007)
На изборите за Европейски парламент през 2007 в България НДСВ получава 121 398 гласа (6,27%) и правото да изпрати един (от общо 18 за България) народен представител в Европейския парламент – Биляна Раева. Повече гласове получават ГЕРБ, БСП, ДПС и „Атака“. Биляна Раева става евродепутат от групата Алианс на либералите и демократите за Европа (АЛДЕ).

### Парламентарни избори (2009)
На парламентарните избори за XLI народно събрание партията отчита провал, събирайки 3,01%, като според тези данни НДСВ няма да има представители в парламента на страната. Вследствие от изборните резултати на 6 юли 2009 Симеон Сакскобургготски обявява, че подава оставка като лидер на движението. Следвайки примера му, оставки подават всички участници в ръководството на НДСВ.
| Резултати от парламентарните избори в България на 5 юли 2009 година                                                                                  | Резултати от парламентарните избори в България на 5 юли 2009 година | Резултати от парламентарните избори в България на 5 юли 2009 година | Резултати от парламентарните избори в България на 5 юли 2009 година | Резултати от парламентарните избори в България на 5 юли 2009 година | Резултати от парламентарните избори в България на 5 юли 2009 година | Резултати от парламентарните избори в България на 5 юли 2009 година | Резултати от парламентарните избори в България на 5 юли 2009 година | Резултати от парламентарните избори в България на 5 юли 2009 година | Резултати от парламентарните избори в България на 5 юли 2009 година |
| № | Кандидатска листа                                                   | Гласове (за пропорционални мандати)                                 | Гласове (за пропорционални мандати)                                 | Дял от гласовете (за пропорционални мандати)                        | Дял от гласовете (за пропорционални мандати)                        | Пропорционални мандати                                              | Мажоритарни мандати                                                 | Общо мандати                                                        | Общо мандати                                                        |
| № | Кандидатска листа                                                   | брой                                                                | +/−                                                                 | %                                                                   | +/−                                                                 | Пропорционални мандати                                              | Мажоритарни мандати                                                 | брой                                                                | +/−                                                                 |
| --- | ------------------------------------------------------------------- | ------------------------------------------------------------------- | ------------------------------------------------------------------- | ------------------------------------------------------------------- | ------------------------------------------------------------------- | ------------------------------------------------------------------- | ------------------------------------------------------------------- | ------------------------------------------------------------------- | ------------------------------------------------------------------- |
| 1 | Ред, законност и справедливост                                      | 174 582                                                             | —                                                                   | 4,13                                                                | —                                                                   | 10                                                                  | 0                                                                   | 10                                                                  | —                                                                   |
| 2 | ЛИДЕР                                                               | 137 795                                                             | —                                                                   | 3,26                                                                | —                                                                   | 0                                                                   | 0                                                                   | 0                                                                   | —                                                                   |
| 3 | ГЕРБ                                                                | 1 678 641                                                           | —                                                                   | 39,72                                                               | —                                                                   | 91                                                                  | 26                                                                  | 117                                                                 | —                                                                   |
| 4 | Движение за права и свободи                                         | 610 521                                                             | +143 121                                                            | 14,45                                                               | +1,64                                                               | 32                                                                  | 5                                                                   | 37                                                                  | +3                                                                  |
| 5 | Атака                                                               | 395 733                                                             | +98 885                                                             | 9,36                                                                | +1,22                                                               | 21                                                                  | 0                                                                   | 21                                                                  | 0                                                                   |
| 6 | Коалиция за България                                                | 748 147                                                             | −381049                                                             | 17,70                                                               | −13,25                                                              | 40                                                                  | 0                                                                   | 40                                                                  | −42                                                                 |
| 7 | Съюз на патриотичните сили „Защита“                                 | 6 368                                                               | —                                                                   | 0,15                                                                | —                                                                   | 0                                                                   | 0                                                                   | 0                                                                   | —                                                                   |
| 8 | НДСВ                                                                | 127 470                                                             | −597 844                                                            | 3,02                                                                | −16,86                                                              | 0                                                                   | 0                                                                   | 0                                                                   | −53                                                                 |
| 9 | Коалиция БЗНС                                                       | —                                                                   | —                                                                   | —                                                                   | —                                                                   | —                                                                   | —                                                                   | —                                                                   | —                                                                   |
| 10 | Българска лява коалиция                                             | 8 762                                                               | —                                                                   | 0,21                                                                | —                                                                   | 0                                                                   | 0                                                                   | 0                                                                   | —                                                                   |
| 11 | Партия на либералната алтернатива и мира                            | 2 828                                                               | —                                                                   | 0,07                                                                | —                                                                   | 0                                                                   | —                                                                   | 0                                                                   | —                                                                   |
| 12 | Зелените                                                            | 21 841                                                              | —                                                                   | 0,52                                                                | —                                                                   | 0                                                                   | 0                                                                   | 0                                                                   | —                                                                   |
| 13 | Политическо движение „Социалдемократи“                              | 5 004                                                               | —                                                                   | 0,12                                                                | —                                                                   | 0                                                                   | —                                                                   | 0                                                                   | —                                                                   |
| 14 | ВМРО – БНД                                                          | —                                                                   | —                                                                   | —                                                                   | —                                                                   | —                                                                   | —                                                                   | —                                                                   | —                                                                   |
| 15 | Другата България                                                    | 3 455                                                               | —                                                                   | 0,08                                                                | —                                                                   | 0                                                                   | —                                                                   | 0                                                                   | —                                                                   |
| 16 | Обединение на българските патриоти                                  | 2 175                                                               | —                                                                   | 0,05                                                                | —                                                                   | 0                                                                   | 0                                                                   | 0                                                                   | —                                                                   |
| 17 | Национално движение за спасение на Отечеството                      | 1 874                                                               | —                                                                   | 0,04                                                                | —                                                                   | 0                                                                   | 0                                                                   | 0                                                                   | —                                                                   |
| 18 | Български национален съюз – НД                                      | 3 813                                                               | —                                                                   | 0,09                                                                | —                                                                   | 0                                                                   | 0                                                                   | 0                                                                   | —                                                                   |
| 19 | Синята коалиция                                                     | 285 662                                                             | —                                                                   | 6,76                                                                | —                                                                   | 15                                                                  | 0                                                                   | 15                                                                  | —                                                                   |
| 20 | За Родината ДГИ – НЛ                                                | 11 524                                                              | —                                                                   | 0,27                                                                | —                                                                   | 0                                                                   | —                                                                   | 0                                                                   | —                                                                   |
| 21 | Валентин Милтенов                                                   | —                                                                   | —                                                                   | —                                                                   | —                                                                   | —                                                                   | 0                                                                   | 0                                                                   | —                                                                   |
| ОБЩО: | ОБЩО:                                                               | 4 226 195                                                           | —                                                                   | 100,00                                                              | —                                                                   | 209                                                                 | 31                                                                  | 240                                                                 | —                                                                   |
| \| \| \| \| \| получава мандати \| \| 0 \| не получава мандати \| \| — \| не участва \| \| +/− \| разлика спрямо предходните парламентарни избори \| |                                                                     |                                                                     |                                                                     |                                                                     |                                                                     |                                                                     |                                                                     |                                                                     |                                                                     |
| |                                                                     |                                                                     |                                                                     |                                                                     |                                                                     |                                                                     |                                                                     |                                                                     |                                                                     |
| | получава мандати                                                    |                                                                     |                                                                     |                                                                     |                                                                     |                                                                     |                                                                     |                                                                     |                                                                     |
| 0 | не получава мандати                                                 |                                                                     |                                                                     |                                                                     |                                                                     |                                                                     |                                                                     |                                                                     |                                                                     |
| — | не участва                                                          |                                                                     |                                                                     |                                                                     |                                                                     |                                                                     |                                                                     |                                                                     |                                                                     |
| +/− | разлика спрямо предходните парламентарни избори                     |                                                                     |                                                                     |                                                                     |                                                                     |                                                                     |                                                                     |                                                                     |                                                                     |

### Президентски и местни избори (2011)
На президентските избори през 2011 година НДСВ не издига официално свой кандидат, но някои от известните представители на партията участват в инициативния комитет, предложил близкия до партията кандидат Меглена Кунева, която получава 14,00% от гласовете и остава трета на първия тур.
На проведените по същото време местни избори за кметове на общини са избрани 8 кандидати на НДСВ – 6 самостоятелни (Алфатар, Бойница, Грамада, Дългопол, Мизия, Ценово) и 2 издигнати от коалиции (Кресна, Хаджидимово). Освен това партията участва в различни коалиции, чиито кандидати печелят в общините Баните, Искър, Нови пазар, Пирдоп, Рудозем, Челопеч и Ябланица.

## Разслояване на НДСВ
Доц. Борислав Любенов Великов, народен представител от ПГ на НДСВ от 2001 г., председател на Народното събрание за кратко през 2005 г., през 2008 г. основава партия Българска нова демокрация, която се самоопределя като дясноцентристка.

## Парламентарни избори в България (2023)
На парламентарните избори в България (2023) участват с бюлетина номер 10 и получават 0,27% или 6 764 от подадените гласове, с които не успяват да влязат в парламента.

## Избори за общински съветници и за кметове (2023)
На изборите за общински съветници и за кметове НДСВ участва с бюлетина номер 6.
Избрани кметове и общински съветници с регистрацията на НДСВ по места:

### самостоятелно
В Банско (Благоевград) НДСВ са първа политическа сила по отношение на общинския съвет с 2705 гласа (46, 33 процента) и . Успявата да вдагарат 9 съветници: Димитър Русков, Иван Драгосинов, Георги Главчев, Димитър Юлев, Петър Друнчилов, Иван Баряков, Кадри Туталъ, Милена Касапинова, Костадин Мутафчиев
в кметство Места (Благоевград, община Банско) НДСВ постига 2705 (46,3 %) за общински съвет., като вкарва 9 общ. съветника. Освен това застава зад Георги Тосков, като кандидат - кмет. с 55 гласа (34, 5 %)на първи тур. На балотажа той досига 90 гласа (95,7 %) и е избран за кмет
В Хаджидимово (Благоевград)е избран кмет на НДСВ - Людмил Терзиев. Успехът е постигнат още на първи тур с 3825 гласа (85 процента). НДСВ е първа сила и по отношение на общинският съвет с 1817 гласа (39, 55 процента).  Партията успява да вкара 5 общински съветници: Ангел Безев, Благой Белчев, Димитър Пумпалов, Сюлейман Метушев, Димитър Парасков                
в Самоков  (Софийска област) НДСВ постигат 777 гласа за общинският съвет (5,41 %) и усдпяват да вкарат 2 общински съветника Спас Кордев и Любослав Зетов 
В Раднево (Стара Загора) НДСВ взиам 658 гласа за общински съвет (9,2 %)  и успяват да вкарат 2 общински съветника Димитър Стоев, Георги Георгиев 
В Мъглиж (Стара Загора) НДСВ взима 256 гласа (6,9 %) за общински съвет и вкарва 1 общински съветник: Делка Алексиева
Левски (Плевен) НДСВ постига 378 гласа (6,6 процента) за общински съвет и вкарва 1 общински съветник: Стефан Владимиров. За кмет коалицията постига 408 гласа (5,2%) 

Враца
Съветници: Томас Петров

### в коалиция
във Видин НДСВ участват в коалицията СДС (заедн с Новото време) и постигат 3869 гласа (25,38 процента) за общинският съвет. Това ги превръща в първа политическа сила във Видин. Коалицията успява заедно да вкара 9 общински съветника. Кандидата -кмета на коалицията  Цветан Ценков получава 7293 гласа (37, 4 процента) на първи тур. Впоследствие печели балотажа с 9389 гласа (57,2 процента) и е избран за кмет
В Добрич
В Добрич НДСВ участва в МК ДБГ (заедно с ДБГ, ССД, ИТН и ВМРО - БНД). В резултат кметът Йордан Йорданов е преизбран за кмен на Добрич с 9071 гласа  (50,7 %)  За общински съвет коалицията печели  3569 гласа (27,8 %) и вкарва 9 общински съветника. Представител на НДСВ е  Георги Желев
Общо 68 общински съветници са избрани в рамките на коалиции, в които НДСВ участва равноправно и с възможност за резултатни бъдещи партньорства. Особено внимание заслужават постиженията на Цветан Ценков, който бе преизбран за кмет на Видин и Йордан Йорданов – преизбран за кмет на Добрич. В София НДСВ се включи в „Синя София“, подкрепи кандидата за кмет на София Вили Лилков и предложи за съучастие в общата листа Христина Христова, Маноела Георгиева и Рупен Крикорян. Те участваха в кампанията активно и отговорно.
Така общо 3-ма общински кметове от НДСВ са избрани (самостоятелно или в коалиции): 
Йордан Йорданов, Цветан Ценков и Людмил Терзиев.

## Избори за членове на Европейския парламент и за Народно събрание (2024)
На изборите 2в1 НДСВ участва в коалиция "Синя България". Коалицията печели 1,57% (33 613 гласа) и не влиза в Народното Събрание. На изборите за ЕП коалицията взима 1,24% (24 917 гласа).
В коалиция Синя България влизат следните десни, центристки и консерванивни партии: Консервативно обединение на десницата (КОД), Български демократичен форум, Движение демократично действие – Д3, Национално движение за стабилност и възход (НДСВ), Движение България на гражданите, Консервативна България (бивша НФСБ), Радикалдемократическа партия в България, Земеделски народен съюз и Българска нова демокрация. Решение за подкрепа взе и ръководството на БЗНС. Общо 10 партии и няколко сдружения.